# Битва при Лопперзуме
Битва при Лопперзуме — сражение, которое состоялось в конце 1380 — начале 1381 года недалеко от Лопперзума в Восточной Фризии между хофтлингскими семьями Абдена и Аллена с одной стороны и том Брок с другой стороны. Исход этой битвы привёл к многолетней вражде между вовлечёнными в неё семьями.

## История
Непосредственной причиной конфликта стала стремительная экспансия власти семьи том Брок в Восточной Фризии в семидесятых годах XIV века. Клан Абдена из Эмдена чувствовал большую угрозу со стороны этой семьи и, в частности, экспансионизма Окко I том Брока, который стал главой семьи с 1376 года. Окко пытался завладеть большей территорией в Эмсигерланде с помощью приобретений, брачной политики и набегов. Другая семья вождей, Аллена из Остерхузена, которая сама стремилась к большей власти, почувствовала угрозу со стороны этой политики том Броков и поэтому решила объединить свои силы с кланом Абдена. Когда Окко, в свою очередь, собирал в районе Эмдена всё новых и новых сторонников и планировал захватить город, между вовлечёнными сторонами вспыхнули открытые бои.
Армия под предводительством Кампо Абдены и Фолкмара Аллены столкнулась с войском том Брока возле Лопперзума. Кампо был убит в битве, а его сторона проиграла битву войску Окко. Около 90 человек из Эмдена были убиты или взяты в плен, и большая часть владений Фолкмара была потеряна. После поражения Абдена и Аллена обратились за помощью к противникам том Брока в Оммеландах и Вестерлауверской Фрисландии и нашли её у схирингеров. Окко присоединился к противоборствующей коалиции, феткоперам, Онстам и Бронкхорстам. С этого момента во всех фризских землях возникли конфликты.